# Lorut
Lorut là một đô thị thuộc tỉnh Lori, Armenia. Dân số ước tính năm 2011 là 1075 người.